# Shanghai Golden Grand Prix 2018
Shanghai Golden Grand Prix 2018 – mityng lekkoatletyczny, który odbył się 12 maja 2018 roku na stadionie Shanghai Stadium w Szanghaju. Zawody były drugą odsłoną Diamentowej Ligi w sezonie 2018.

## Program mityngu
Źródło: diamondleague.com.
| Godzina | Konkurencja                   |
| ------- | ----------------------------- |
| 18:14   | Trójskok                      |
| 18:15   | Skok wzwyż                    |
| 18:17   | Pchnięcie kulą                |
| 19:04   | Bieg na 400 m przez płotki    |
| 19:40   | Rzut oszczepem                |
| 19:46   | Bieg na 100 m przez płotki    |
| 20:14   | Bieg na 200 m                 |
| 20:34   | Bieg na 3000 m z przeszkodami |

| Godzina | Konkurencja                |
| ------- | -------------------------- |
| 18:39   | Skok o tyczce              |
| 19:13   | Bieg na 5000 m             |
| 19:35   | Bieg na 400 m              |
| 19:43   | Skok w dal                 |
| 19:53   | Bieg na 1500 m             |
| 20:04   | Bieg na 800 m              |
| 20:25   | Bieg na 110 m przez płotki |
| 20:53   | Bieg na 100 m              |

## Wyniki
Źródło: diamondleague.com.
| – najlepszy wynik w sezonie | – najlepszy tegoroczny wynik na listach światowych | – rekord życiowy | – rekord mityngu | – rekord kraju | – rekord kraju juniorów |

### Kobiety
Bieg na 200 m
Konkurencja zaliczana do klasyfikacji Diamentowej Ligi.
| Pozycja | Tor | Zawodniczka         | Państwo                  | Czas  | Punkty | Uwagi   |
| ------- | --- | ------------------- | ------------------------ | ----- | ------ | ------- |
| 1.      | 7   | Shaunae Miller-Uibo | Bahamy                   | 22,06 | 8      | MR · SB |
| 2.      | 6   | Dafne Schippers     | Holandia                 | 22,34 | 7      | SB      |
| 3.      | 4   | Shericka Jackson    | Jamajka                  | 22,36 | 6      |         |
| 4.      | 5   | Marie Josée Ta Lou  | Wybrzeże Kości Słoniowej | 22,58 | 5      | SB      |
| 5.      | 9   | Mujinga Kambundji   | Szwajcaria               | 22,72 | 4      | SB      |
| 6.      | 2   | Jenna Prandini      | Stany Zjednoczone        | 23,02 | 3      | SB      |
| 7.      | 8   | Kyra Jefferson      | Stany Zjednoczone        | 23,05 | 2      | SB      |
| 8.      | 3   | Deajah Stevens      | Stany Zjednoczone        | 23,05 | 1      | SB      |
| 9.      | 1   | Wei Yongli          | Chiny                    | 23,56 | 0      | SB      |

Bieg na 100 m przez płotki
Konkurencja zaliczana do klasyfikacji Diamentowej Ligi.
| Pozycja | Tor | Zawodniczka        | Państwo           | Czas  | Punkty | Uwagi |
| ------- | --- | ------------------ | ----------------- | ----- | ------ | ----- |
| 1.      | 4   | Brianna McNeal     | Stany Zjednoczone | 12,50 | 8      | MR    |
| 2.      | 6   | Sharika Nelvis     | Stany Zjednoczone | 12,52 | 7      | SB    |
| 3.      | 5   | Kendra Harrison    | Stany Zjednoczone | 12,56 | 6      |       |
| 4.      | 7   | Jasmin Stowers     | Stany Zjednoczone | 12,71 | 5      | SB    |
| 5.      | 2   | Isabelle Pedersen  | Norwegia          | 12,76 | 4      | SB    |
| 6.      | 3   | Nadine Visser      | Holandia          | 12,81 | 3      | SB    |
| 7.      | 1   | Cindy Roleder      | Niemcy            | 12,81 | 2      | SB    |
| 8.      | 8   | Dawn Harper-Nelson | Stany Zjednoczone | 12,94 | 1      | SB    |
| 9.      | 9   | Wu Shuijiao        | Chiny             | 13,08 | 0      | SB    |

Bieg na 400 m przez płotki
Konkurencja zaliczana do klasyfikacji Diamentowej Ligi.
| Pozycja | Tor | Zawodniczka         | Państwo           | Czas  | Punkty | Uwagi |
| ------- | --- | ------------------- | ----------------- | ----- | ------ | ----- |
| 1.      | 4   | Dalilah Muhammad    | Stany Zjednoczone | 53,77 | 8      | SB    |
| 2.      | 3   | Janieve Russell     | Jamajka           | 53,78 | 7      | PB    |
| 3.      | 7   | Sage Watson         | Kanada            | 55,23 | 6      | SB    |
| 4.      | 8   | Wenda Nel           | Południowa Afryka | 55,63 | 5      |       |
| 5.      | 2   | Joanna Linkiewicz   | Polska            | 55,84 | 4      | SB    |
| 6.      | 9   | Leah Nugent         | Jamajka           | 56,54 | 3      |       |
| 7.      | 1   | Xiao Xia            | Chiny             | 58,48 | 2      | SB    |
| 8.      | 5   | Georganne Moline    | Stany Zjednoczone | 59,51 | 1      |       |
| -       | 6   | Sara Slott Petersen | Dania             | DNS   | 0      |       |

Skok wzwyż
Konkurencja zaliczana do klasyfikacji Diamentowej Ligi.
| Pozycja | Zawodniczka                | Państwo                            | 1,80 | 1,85 | 1,88 | 1,91 | 1,94 | 1,97 | 2,00 | Wynik | Punkty | Uwagi |
| ------- | -------------------------- | ---------------------------------- | ---- | ---- | ---- | ---- | ---- | ---- | ---- | ----- | ------ | ----- |
| 1.      | Marija Łasickienie         | Autoryzowani lekkoatleci neutralni | o    | xo   | o    | xo   | xo   | o    | xxx  | 1,97  | 8      | WL    |
| 2.      | Mireła Demirewa            | Bułgaria                           | –    | o    | xxo  | xo   | o    | xxx  |      | 1,94  | 7      | SB    |
| 3.      | Marie-Laurence Jungfleisch | Niemcy                             | o    | o    | o    | xxx  |      |      |      | 1,88  | 6      | SB    |
| 4.      | Oksana Okuniewa            | Ukraina                            | o    | o    | xxx  |      |      |      |      | 1,85  | 5      | SB    |
| 4.      | Levern Spencer             | Saint Lucia                        | o    | o    | xxx  |      |      |      |      | 1,85  | 5      |       |
| 6.      | Alyxandria Treasure        | Kanada                             | xo   | o    | xxx  |      |      |      |      | 1,85  | 3      |       |
| 6.      | Wang Yang                  | Chiny                              | xo   | o    | xxx  |      |      |      |      | 1,85  | 3      |       |
| 8.      | Kateryna Tabasznyk         | Ukraina                            | o    | xo   | xxx  |      |      |      |      | 1,85  | 1      | SB    |
| 9.      | Inika McPherson            | Stany Zjednoczone                  | o    | xxx  |      |      |      |      |      | 1,80  | 0      |       |
| 10.     | Erika Kinsey               | Belgia                             | xo   | xxx  |      |      |      |      |      | 1,80  | 0      |       |

Trójskok
Konkurencja zaliczana do klasyfikacji Diamentowej Ligi.
| Pozycja | Zawodniczka              | Państwo                            | #1    | #2    | #3    | #4    | #5    | #6    | Wynik | Punkty | Uwagi |
| ------- | ------------------------ | ---------------------------------- | ----- | ----- | ----- | ----- | ----- | ----- | ----- | ------ | ----- |
| 1.      | Caterine Ibargüen        | Kolumbia                           | 14,21 | 14,38 | 14,66 | 14,45 | 14,57 | 14,80 | 14,80 | 8      | WL    |
| 2.      | Shanieka Ricketts        | Jamajka                            | 14,20 | x     | x     | 14,25 | 14,55 | x     | 14,55 | 7      | SB    |
| 3.      | Kimberly Williams        | Jamajka                            | 14,19 | x     | 14,20 | 14,35 | x     | x     | 14,35 | 6      |       |
| 4.      | Rouguy Diallo            | Francja                            | 14,06 | x     | 14,21 | 14,02 | x     | 14,04 | 14,21 | 5      | PB    |
| 5.      | Hanna Kniaziewa-Minienko | Izrael                             | 13,81 | x     | 14,19 | x     | 13,51 | 14,00 | 14,19 | 4      | SB    |
| 6.      | Wiktorija Prokopienko    | Autoryzowani lekkoatleci neutralni | 13,65 | 13,93 | x     | 13,51 | x     | x     | 13,93 | 3      | SB    |
| 7.      | Dovilė Dzindzalietaitė   | Litwa                              | 13,27 | 13,73 | 13,20 | x     | 13,46 | 13,65 | 13,73 | 2      | SB    |
| 8.      | Anna Jagaciak            | Polska                             | 12,19 | 13,67 | x     | 13,41 | 13,41 | x     | 13,67 | 1      | SB    |
| 9.      | Wang Wupin               | Chiny                              | 13,10 | x     | 13,18 | NQ    | NQ    | NQ    | 13,18 | 0      |       |
| 10.     | Li Yanmei                | Chiny                              | 12,66 | 13,01 | x     | NQ    | NQ    | NQ    | 13,01 | 0      |       |

Pchnięcie kulą
Konkurencja zaliczana do klasyfikacji Diamentowej Ligi.
| Pozycja | Zawodniczka         | Państwo           | #1    | #2    | #3    | #4    | #5    | #6    | Wynik | Punkty | Uwagi |
| ------- | ------------------- | ----------------- | ----- | ----- | ----- | ----- | ----- | ----- | ----- | ------ | ----- |
| 1.      | Gong Lijiao         | Chiny             | 19,27 | 19,99 | 19,87 | x     | x     | 19,85 | 19,99 | 8      | WL    |
| 2.      | Danniel Thomas-Dodd | Jamajka           | x     | 17,63 | x     | 17,94 | x     | 18,70 | 18,70 | 7      |       |
| 3.      | Raven Saunders      | Stany Zjednoczone | 16,59 | 17,56 | 17,77 | 18,52 | 18,27 | 18,63 | 18,63 | 6      |       |
| 4.      | Julija Leanciuk     | Białoruś          | 17,66 | 17,93 | 17,79 | x     | x     | 18,42 | 18,42 | 5      | SB    |
| 5.      | Paulina Guba        | Polska            | 18,17 | x     | 18,07 | x     | x     | 18,25 | 18,25 | 4      | PB    |
| 6.      | Anita Márton        | Węgry             | 17,60 | 17,61 | 18,16 | 17,43 | 17,74 | 17,87 | 18,16 | 3      |       |
| 7.      | Gao Yang            | Chiny             | 17,78 | 18,12 | x     | 17,80 | 17,77 | 18,03 | 18,12 | 2      | SB    |
| 8.      | Valerie Adams       | Nowa Zelandia     | 17,84 | 17,94 | x     | 17,98 | 17,82 | 18,01 | 18,01 | 1      |       |
| 9.      | Melissa Boekelman   | Holandia          | 16,66 | 17,11 | x     | NQ    | NQ    | NQ    | 17,11 | 0      |       |
| 10.     | Guo Tianqian        | Chiny             | x     | 17,05 | x     | NQ    | NQ    | NQ    | 17,05 | 0      |       |
| 11.     | Daniella Hill       | Stany Zjednoczone | x     | 16,57 | x     | NQ    | NQ    | NQ    | 16,57 | 0      | SB    |

Rzut oszczepem
Konkurencja zaliczana do klasyfikacji Diamentowej Ligi.
| Pozycja | Zawodniczka          | Państwo           | #1    | #2    | #3    | #4    | #5    | #6    | Wynik | Punkty | Uwagi   |
| ------- | -------------------- | ----------------- | ----- | ----- | ----- | ----- | ----- | ----- | ----- | ------ | ------- |
| 1.      | Lü Huihui            | Chiny             | 64,39 | 65,88 | 66,85 | 60,83 | 64,73 | 66,26 | 66,85 | 8      | MR · SB |
| 2.      | Marcelina Witek      | Polska            | 64,49 | x     | –     | –     | –     | –     | 64,49 | 7      |         |
| 3.      | Eda Tuğsuz           | Turcja            | 57,77 | 63,20 | x     | x     | 56,97 | x     | 63,20 | 6      |         |
| 4.      | Tacciana Chaładowicz | Białoruś          | 58,22 | x     | 62,15 | 59,39 | x     | x     | 62,15 | 5      | SB      |
| 5.      | Elizabeth Gleadle    | Kanada            | 61,53 | 59,68 | x     | 57,57 | 56,85 | x     | 61,53 | 4      | SB      |
| 6.      | Sunette Viljoen      | Południowa Afryka | 56,61 | 58,04 | 58,65 | 60,79 | 57,99 | 54,57 | 60,79 | 3      |         |
| 7.      | Katharina Molitor    | Niemcy            | 57,79 | 55,25 | 59,38 | 57,17 | x     | 57,58 | 59,38 | 2      |         |
| 8.      | Kelsey-Lee Barber    | Australia         | 57,47 | 53,78 | 57,37 | 53,54 | 55,03 | 56,49 | 57,47 | 1      |         |
| 9.      | Martina Ratej        | Słowenia          | 56,46 | x     | x     | NQ    | NQ    | NQ    | 56,46 | 0      |         |
| 10.     | Liu Shiying          | Chiny             | 54,49 | x     | 54,60 | NQ    | NQ    | NQ    | 54,60 | 0      |         |

Bieg na 3000 m z przeszkodami
Konkurencja nie zaliczana do klasyfikacji Diamentowej Ligi.
| Pozycja | Zawodniczka           | Państwo           | Czas     | Uwagi |
| ------- | --------------------- | ----------------- | -------- | ----- |
| 1.      | Beatrice Chepkoech    | Kenia             | 9:07,27  | WL    |
| 2.      | Norah Jeruto          | Kenia             | 9:09,30  | SB    |
| 3.      | Daisy Jepkemei        | Kenia             | 9:15,56  | PB    |
| 4.      | Rosefline Chepngetich | Kenia             | 9:21,05  | PB    |
| 5.      | Purity Kirui          | Kenia             | 9:21,34  | SB    |
| 6.      | Joan Chepkemoi        | Kenia             | 9:22,85  | SB    |
| 7.      | Peruth Chemutai       | Uganda            | 9:22,94  | PB    |
| 8.      | Winfred Mutile Yavi   | Bahrajn           | 9:44,02  | SB    |
| 9.      | Caren Chebet          | Kenia             | 9:46,58  | PB    |
| 10.     | Fancy Cherono         | Kenia             | 9:47,48  |       |
| 11.     | Ann Gathoni           | Kenia             | 9:47,71  | SB    |
| 12.     | Birtukan Adamu        | Etiopia           | 9:48,38  | SB    |
| 13.     | Xu Shuangshuang       | Chiny             | 9:55,56  | PB    |
| 14.     | Maritu Ketema         | Etiopia           | 10:05,61 | SB    |
| 15.     | Sarah Pease           | Stany Zjednoczone | 10:08,39 |       |
| -       | Viktória Gyürkés      | Węgry             | DNF      |       |
| -       | Caroline Tuigong      | Kenia             | DNF      |       |

### Mężczyźni
Bieg na 100 m
Konkurencja zaliczana do klasyfikacji Diamentowej Ligi.
| Pozycja | Tor | Zawodnik        | Państwo           | Czas  | Punkty | Uwagi |
| ------- | --- | --------------- | ----------------- | ----- | ------ | ----- |
| 1.      | 9   | Reece Prescod   | Wielka Brytania   | 10,04 | 8      | SB    |
| 2.      | 4   | Su Bingtian     | Chiny             | 10,05 | 7      | SB    |
| 3.      | 8   | Xie Zhenye      | Chiny             | 10,17 | 6      | SB    |
| 4.      | 5   | Chijindu Ujah   | Wielka Brytania   | 10,18 | 5      |       |
| 5.      | 1   | Isiah Young     | Stany Zjednoczone | 10,18 | 4      |       |
| 6.      | 6   | Ramil Guliyev   | Turcja            | 10,20 | 3      | SB    |
| 7.      | 3   | Justin Gatlin   | Stany Zjednoczone | 10,20 | 2      |       |
| 8.      | 2   | Andre De Grasse | Kanada            | 10,25 | 1      |       |
| 9.      | 7   | Yoshihide Kiryū | Japonia           | 10,26 | 0      | SB    |

Bieg na 400 m
Konkurencja zaliczana do klasyfikacji Diamentowej Ligi.
| Pozycja | Tor | Zawodnik          | Państwo           | Czas  | Punkty | Uwagi |
| ------- | --- | ----------------- | ----------------- | ----- | ------ | ----- |
| 1.      | 5   | Steven Gardiner   | Bahamy            | 43,99 | 8      | MR    |
| 2.      | 7   | Isaac Makwala     | Botswana          | 44,23 | 7      | SB    |
| 3.      | 6   | Abd al-Ilah Harun | Katar             | 44,51 | 6      |       |
| 4.      | 4   | Fred Kerley       | Stany Zjednoczone | 44,71 | 5      | SB    |
| 5.      | 3   | Christian Taylor  | Stany Zjednoczone | 45,24 | 4      | SB    |
| 6.      | 2   | Michael Cherry    | Stany Zjednoczone | 45,60 | 3      |       |
| 7.      | 8   | Vernon Norwood    | Stany Zjednoczone | 45,82 | 2      | =     |
| 8.      | 1   | Guo Zhongze       | Chiny             | 47,04 | 1      |       |
| 9.      | 9   | Javon Francis     | Jamajka           | 47,06 | 0      |       |

Bieg na 800 m
Konkurencja zaliczana do klasyfikacji Diamentowej Ligi.
| Pozycja | Zawodnik             | Państwo           | Czas    | Punkty | Uwagi   |
| ------- | -------------------- | ----------------- | ------- | ------ | ------- |
| 1.      | Wyclife Kinyamal     | Kenia             | 1:43,91 | 8      | MR · PB |
| 2.      | Jonathan Kitilit     | Kenia             | 1:43,95 | 7      | SB      |
| 3.      | Marcin Lewandowski   | Polska            | 1:45,41 | 6      | SB      |
| 4.      | Antoine Gakeme       | Burundi           | 1:45,73 | 5      | SB      |
| 5.      | Brandon McBride      | Kanada            | 1:45,78 | 4      | SB      |
| 6.      | Clayton Murphy       | Stany Zjednoczone | 1:45,97 | 3      | SB      |
| 7.      | Andrew Osagie        | Wielka Brytania   | 1:46,36 | 2      | SB      |
| 8.      | Rynardt van Rensburg | Południowa Afryka | 1:46,57 | 1      |         |
| 9.      | Solomon Lekuta       | Kenia             | 1:47,51 | 0      |         |
| 10.     | Drew Windle          | Stany Zjednoczone | 1:47,77 | 0      | SB      |
| 11.     | Ma Junyi             | Chiny             | 1:50,00 | 0      | SB      |
| –       | Bram Som             | Holandia          | DNF     | 0      |         |

Bieg na 1500 m
Konkurencja zaliczana do klasyfikacji Diamentowej Ligi.
| Pozycja | Zawodnik               | Państwo   | Czas    | Punkty | Uwagi |
| ------- | ---------------------- | --------- | ------- | ------ | ----- |
| 1.      | Timothy Cheruiyot      | Kenia     | 3:31,48 | 8      | WL    |
| 2.      | Samuel Tefera          | Etiopia   | 3:31,63 | 7      | PB    |
| 3.      | Abdalaati Iguider      | Maroko    | 3:32,72 | 6      | SB    |
| 4.      | Charles Cheboi Simotwo | Kenia     | 3:33,54 | 5      | SB    |
| 5.      | Justus Soget           | Kenia     | 3:34,33 | 4      | SB    |
| 6.      | Aman Wote              | Etiopia   | 3:34,43 | 3      | SB    |
| 7.      | Thiago André           | Brazylia  | 3:35,40 | 2      | SB    |
| 8.      | Bethwell Birgen        | Kenia     | 3:35,95 | 1      | SB    |
| 9.      | Vincent Kibet          | Kenia     | 3:36,44 | 0      | SB    |
| 10.     | Ryan Gregson           | Australia | 3:36,94 | 0      | SB    |
| 11.     | Kumari Taki            | Kenia     | 3:37,66 | 0      |       |
| 12.     | Filip Sasínek          | Czechy    | 3:41,24 | 0      | SB    |
| 13.     | Luo Yuxi               | Chiny     | 3:45,68 | 0      | SB    |
| -       | Reuben Bett            | Kenia     | DNF     | 0      |       |
| -       | Cornelius Kiplangat    | Kenia     | DNF     | 0      |       |

Bieg na 110 m przez płotki
Konkurencja zaliczana do klasyfikacji Diamentowej Ligi.
| Pozycja | Tor | Zawodnik            | Państwo                            | Czas  | Punkty | Uwagi |
| ------- | --- | ------------------- | ---------------------------------- | ----- | ------ | ----- |
| 1.      | 3   | Omar McLeod         | Jamajka                            | 13,16 | 8      | =     |
| 2.      | 6   | Orlando Ortega      | Hiszpania                          | 13,17 | 7      | SB    |
| 3.      | 1   | Siergiej Szubienkow | Autoryzowani lekkoatleci neutralni | 13,27 | 6      | SB    |
| 4.      | 7   | Ronald Levy         | Jamajka                            | 13,33 | 5      |       |
| 5.      | 2   | Hansle Parchment    | Jamajka                            | 13,48 | 4      |       |
| 6.      | 5   | Aries Merritt       | Stany Zjednoczone                  | 13,65 | 3      |       |
| 7.      | 8   | Garfield Darien     | Francja                            | 13,74 | 2      | SB    |
| 8.      | 4   | Zeng Jianhang       | Chiny                              | 13,76 | 1      | PB    |
| 9.      | 4   | Aurel Manga         | Francja                            | 13,86 | 0      |       |

Skok o tyczce
Konkurencja zaliczana do klasyfikacji Diamentowej Ligi.
| Pozycja | Zawodnik            | Państwo           | 5,31 | 5,46 | 5,61 | 5,71 | 5,81 | 5,86 | Wynik | Punkty | Uwagi |
| ------- | ------------------- | ----------------- | ---- | ---- | ---- | ---- | ---- | ---- | ----- | ------ | ----- |
| 1.      | Renaud Lavillenie   | Francja           | –    | –    | –    | xo   | xo   | xxx  | 5,81  | 8      |       |
| 2.      | Piotr Lisek         | Polska            | –    | o    | –    | xxo  | xo   | xxx  | 5,81  | 7      | SB    |
| 3.      | Xue Changrui        | Chiny             | o    | o    | xo   | xo   | xxx  |      | 5,71  | 6      | SB    |
| 4.      | Kurtis Marschall    | Australia         | –    | xo   | xo   | xxo  | xxx  |      | 5,71  | 5      |       |
| 5.      | Shawnacy Barber     | Kanada            | –    | o    | o    | xxx  |      |      | 5,61  | 4      |       |
| 5.      | Yao Jie             | Chiny             | o    | o    | o    | xxx  |      |      | 5,61  | 3      | SB    |
| 7.      | Raphael Holzdeppe   | Niemcy            | –    | xo   | o    | xxx  |      |      | 5,61  | 2      | SB    |
| 8.      | Huang Bokai         | Chiny             | xxo  | o    | xxo  | xxx  |      |      | 5,61  | 1      | PB    |
| 9.      | Sam Kendricks       | Stany Zjednoczone | –    | o    | xxx  |      |      |      | 5,46  | 0      |       |
| 10.     | Menno Vloon         | Holandia          | xxo  | o    | xxx  |      |      |      | 5,46  | 0      | SB    |
| 11.     | Paweł Wojciechowski | Polska            | xo   | xxx  |      |      |      |      | 5,31  | 0      | SB    |
| -       | Axel Chapelle       | Francja           |      |      |      |      |      |      | DNS   | 0      |       |

Skok w dal
Konkurencja zaliczana do klasyfikacji Diamentowej Ligi.
| Pozycja | Zawodnik        | Państwo           | #1   | #2   | #3   | #4   | #5   | #6   | Wynik | Punkty | Uwagi |
| ------- | --------------- | ----------------- | ---- | ---- | ---- | ---- | ---- | ---- | ----- | ------ | ----- |
| 1.      | Luvo Manyonga   | Południowa Afryka | x    | x    | 8,11 | 8,43 | x    | 8,56 | 8,56  | 8      | WL    |
| 2.      | Shi Yuhao       | Chiny             | 7,93 | 8,43 | 8,02 | x    | 8,21 | x    | 8,43  | 7      | PB    |
| 3.      | Henry Frayne    | Stany Zjednoczone | x    | 8,15 | x    | –    | x    | –    | 8,15  | 6      |       |
| 4.      | Jeff Henderson  | Stany Zjednoczone | x    | 7,65 | 7,43 | 8,11 | –    | –    | 8,11  | 5      |       |
| 5.      | Huang Changzhou | Chiny             | x    | 8,03 | x    | 7,94 | x    | 8,00 | 8,03  | 4      | SB    |
| 6.      | Gao Xinglong    | Chiny             | 8,00 | x    | x    | x    | x    | x    | 8,00  | 3      | SB    |
| 7.      | Damar Forbes    | Jamajka           | x    | 7,83 | 7,99 | x    | x    | x    | 7,99  | 2      | SB    |
| 8.      | Mike Hartfield  | Stany Zjednoczone | 7,88 | 7,75 | x    | 7,45 | 7,80 | 7,70 | 7,88  | 1      |       |
| 9.      | Jarvis Gotch    | Stany Zjednoczone | x    | x    | 5,74 | NQ   | NQ   | NQ   | 5,74  | 0      |       |

Bieg na 5000 m
Konkurencja nie zaliczana do klasyfikacji Diamentowej Ligi.
| Pozycja | Zawodnik               | Państwo           | Czas     | Uwagi |
| ------- | ---------------------- | ----------------- | -------- | ----- |
| 1.      | Birhanu Balew          | Bahrajn           | 13:09,64 | WL    |
| 2.      | Paul Chelimo           | Stany Zjednoczone | 13:09,66 | SB    |
| 3.      | Stanley Waithaka Mburu | Kenia             | 13:10,14 | PB    |
| 4.      | Cyrus Rutto            | Kenia             | 13:10,79 | SB    |
| 5.      | Muktar Edris           | Etiopia           | 13:10,98 | SB    |
| 6.      | Nibret Melak           | Etiopia           | 13:10,99 | SB    |
| 7.      | Abadi Hadis            | Etiopia           | 13:11,04 | PB    |
| 8.      | Albert Rop             | Bahrajn           | 13:12,72 | SB    |
| 9.      | Davis Kiplangat        | Kenia             | 13:13,55 | PB    |
| 10.     | Stephen Kissa          | Uganda            | 13:25,40 | SB    |
| 11.     | Stewart McSweyn        | Australia         | 13:31,97 |       |
| 12.     | Joel Ayeko             | Uganda            | 14:08,39 | SB    |
| -       | Cornelius Kangogo      | Kenia             | DNF      |       |
| -       | Tamás Kazi             | Węgry             | DNF      |       |
| -       | Conseslus Kipruto      | Kenia             | DNF      |       |
| -       | Vincent Letting        | Kenia             | DNF      |       |
| -       | Liu Hongliang          | Chiny             | DNF      |       |
| -       | Hagos Gebrhiwet        | Etiopia           | DNF      |       |